# Michael Kutzop
Michael Kutzop (ur. 24 marca 1955 w Lublińcu) – niemiecki piłkarz pochodzenia polskiego, występował na pozycji obrońcy.

## Kariera
Kutzop urodził się w Polsce, ale w wieku 13 lat emigrował z rodzicami do Niemiec Zachodnich. W 1979 roku rozpoczął zawodową karierę jako gracz drugoligowego Kickers Offenbach. W jego barwach zadebiutował 28 lipca 1979 w wygranym 3:0 meczu z SC Freiburg. W Kickers Offenbach od czasu debiutu był podstawowym graczem. 9 lutego 1980 w przegranym 1:2 meczu z SSV Ulm 1846 Kutzop strzelił pierwszego gola w zawodowej karierze. W sezonie 1981/1982 zajął 4. miejsce w klasyfikacji strzelców 2. Bundesligi. W sezonie 1982/1983 uplasował się z klubem na 2. pozycji w lidze i awansował z nim do Bundesligi. W tych rozgrywkach zadebiutował 13 sierpnia 1983 w przegranym 0:1 pojedynku z VfL Bochum. Pierwszą bramkę w trakcie gry w Bundeslidze zdobył 10 września 1983 w wygranym 2:1 spotkaniu z Eintrachtem Frankfurt. W sezonie 1983/1984 zajął z klubem 17. miejsce w lidze i powrócił z nim do drugiej ligi. Wówczas odszedł z klubu.
Jego nową drużyną został pierwszoligowy Werder Brema. Pierwszy występ w jego barwach zanotował 24 sierpnia 1984 w wygranym 1:0 meczu z Bayerem Uerdingen. W tamtym spotkaniu strzelił zwycięskiego gola dla swojej drużyny. W sezonach 1984/1985 oraz 1985/1986 wywalczył z klubem wicemistrzostwo Niemiec, a w sezonie 1987/1988 zdobył z nim mistrzostwo Niemiec. W 1989 oraz 1990 grał z Werderem w finale Pucharu Niemiec, jednak w obu przypadkach jego klub przegrał tam swoje pojedynki (w 1989 1:4 z Borussią Dortmund, a w 1990 2:3 z 1. FC Kaiserslautern. Po zakończeniu sezonu 1989/1990 Kutzop zakończył karierę. Obecnie pracuje w szkółce piłkarskiej Rudiego Völlera na Majorce.